# Сабуров, Александр Иванович
Алекса́ндр Ива́нович Сабу́ров (1799 — 1880) — член Северного декабристского общества.

## Биография
Родился в 1799 году в семье помещика Козловского уезда гвардии прапорщика Ивана Михайловича Сабурова . Был третьим сыном в семье; ранее родились Андрей (1797—1866) и Яков (1798—1858).
До 15 лет воспитывался дома, затем — в петербургском 2-м кадетском корпусе, из которого в 1815 году был выпущен прапорщиком в 11-ю конно-артиллерийскую роту. В 1816 году переведён в корнеты Лейб-гвардии Гусарского полка, расквартированного в Царском селе, где в лицее в это время учился Пушкин. Это делает вероятным их знакомство.
Произведён в поручики в 1818 году, назначен старшим адъютантом 2-го пехотного корпуса. Штаб-ротмистр с 7 июня 1822 года.
Вступил в Северное тайное общество в 1824 году, но в действиях его не принимал никакого участия. Во время восстания был в отпуске в родительском имении Сабуро-Покровское под Тамбовом. Тем не менее через 9 дней после восстания, 4 января 1826 года был выпущен приказ о его аресте. Взят под стражу в Тамбове 8 января, доставлен в Санкт-Петербург и помещён в Петропавловскую крепость. Провёл под арестом 8 месяцев, затем освобождён и тем же чином переведён из гвардии в Смоленский уланский полк.
Принял участие в русско-турецкой войне, почти в самом конце которой, 19 июля 1829 года, был ранен и получил отпуск. Пробыл в Москве до конца боевых действий в гостях у своего бывшего начальника князя Горчакова. В августе 1830 года уволен от службы с разрешением жить в Москве и участвовать в дворянских выборах Тамбовской губернии.
Вложил часть капитала в «Компанию железно-конной дороги между Волгой и Доном», учреждённую в 1843 году совместно с героем войны 1812 года царским обер-егермейстером Дмитрием Васильчиковым. Дорога длиной 68 км от города Дубовка до станицы Качалино, одна из первых в России, была построена в 1846 году, но из-за ошибок проектирования прекратила работу в 1852.
Вольнолюбивый характер, очевидно, сохранил до седых лет. В 1851 году, во время политической реакции, один из немногих открыто встречался с революционером Александром Герценом: 

«Русские начали избегать меня и побаиваться… Изредка являлся кто-нибудь из старых знакомых, рассказывал страшные, уму непостижимые вещи и исчезал, осматриваясь, нет ли соотечественника. Когда в Ницце ко мне приехал в карете и с лон-лакеем А. И. Сабуров, я сам смотрел на это, как на геройский подвиг».— Герцен А. И. «Былое и думы»

## Семья
Жена (с 1831) — Александра Петровна Векентьева (ум. после 1852), воспитывалась в Екатерининском институте в Москве, который окончила в 1825 году с средней золотой медалью. Венчание её было в Москве в домовой церкви у Обольянинова. По словам современницы, была «образованная, милая, приветливая и сердечная женщина, вся преданная многочисленной своей семье. Была очень заботлива и внимательна к воспитанию и образованию своих детей, и все они выделялись способностями и познаниями». Дети:
- Екатерина (1832), замужем за бароном Николаем Павловичем Фредериксом.
- Надежда (1833), замужем за д.с.с. Ипполитом Сергеевичем Зыбиным.
- Пётр (1835—1918), крупный дипломат и коллекционер.
- Иван (1836—1903), козловский уездный предводитель дворянства в 1872—75 гг.
- Андрей (1837—1916), министр народного просвещения.
- Лидия (1839—1903), в замужестве Норова.
- Елизавета (1840), замужем за Андреем Васильевичем Давыдовым.
- Николай (1842), полковник лейб-гвардии Гусарского полка.